# Grand/LATTC
Grand/LATTC – naziemna stacja niebieskiej linii metra w Los Angeles znajdująca się na platformie na Washington Boulevard w pobliżu skrzyżowania z Grand Avenue. Jest to stacja położona najbliżej USC - University of Southern California (Uniwersytetu Południowej Kalifornii).

## Godziny kursowania
Tramwaje kursują codziennie od około godziny 5:00 do 0:45

## Miejsca użyteczności publicznej
W pobliżu znajdują się:
- Grand Olympic Auditorium
- Los Angeles Trade Technical College
- Mount St. Mary's College - Doheny campus
- St. Vincent de Paul Roman Catholic Church
- Lanterman High School
- Traffic Court
- Orthopaedic Hospital